# Будинок-студія Луїса Барраґана
Будинок-студія Луїса Барраґана (ісп. Casa-Estudio Luis Barragán) — будинок в приміському районі Мехіко Такубая, де після Другої світової війни мешкав архітектор Луїс Барраґан. Збудований в 1947 році триповерховий бетонний будинок та його сад відображають стиль архітектора цього періоду. Зараз у будинку працює музей, хоча відвідувачі допускаються тільки на організовані екскурсії. До нього можна дістатися від станції метро «Констітуєнтес». Будинок вважається одним з найрепрезантативніших прикладів сучасної архітектури та входить до списку Світової спадщини, це єдиний окремий будинок в Латинській Америці, що отримав цей статус.
Зовнішній фасад будинку зливається з іншими небагатими будинками району, для Барраґана було важливим не змінювати архітектурний ансамбль вулиці. Передпокій будинку досить невеликий, він планувався як підготовка до решти будинку, з яскравими рожевими та жовтими кольорами. Будинок має характерну систему освітлення, Барраґан майже на використовував лампи на стелі, світло або природне, або створюється невеликими лампами на столах та меблях. Сад також дуже характерний, він здається величезним, хоча його площа і відносно невелика, та містить лабіринт алей.